# Kreuzenstein vára
Kreuzenstein vára (németül: Burg Kreuzenstein) Alsó-Ausztriában, Leobendorf településen található, Bécstől 23, a hegyeshalmi határátkelőtől 93 km-re.

## Története
Kreuzenstein várának története, csakúgy, mint a legtöbb alsó-ausztriai váré, a 12. századra nyúlik vissza. Az épületet a formbachi (ma Vornbach, Németország) grófi család építtette, majd házasság útján került Wasserburg grófjához. 1278-ban pedig II. Ottokár cseh királyon keresztül került a Habsburgok birtokába.
1527 júliusában az anabaptista Balthasar Hubmaier prédikátort elfogták a morvaországi, mikulovi felkelések indítása miatt és Kreuzenstein várába szállították. Kivallatták, de nem volt hajlandó megtagadni hitét, ezért Bécsben máglyára vetették.
A harmincéves háború alatt ugyan a várat nem foglalták el, de ezekben az években Lennart Torstenson svéd tábornagy birtokába jutott, aki 1645-ben, seregeinek visszavonulásakor az erőd több pontját felrobbantatta.
A 18. században már a Wilczek grófok birtokolták a várat, akik vagyonukat a sziléziai szénbányáikból szerezték. 1874-ben Johann Nepomuk Wilczek gróf, sarkkutató újjáépítésbe kezdett, de immár teljesen más építészeti stílusban gondolkodott, mint a kor meglévő stílusa, román kori - gótikus stílusban terveztette. A meglévő romokhoz épült az új kastély, a külső kárfal, a keleti torony és a kápolna egy része. A gyakorlott szem azonban könnyen megkülönbözteti a középkori falazatot a 19. századi toldásoktól. A rekonstrukciót Carl Gangolf Kayser építész vezette 1895-ben bekövetkezett haláláig, majd Ritter Humbert Walcher von Molthein és a művész Egon Rheinberger folytatta. Wilczek gróf Európa különböző pontjairól hozatta az építőanyagot. Számos középkori bútort, történelmi emléket gyűjtött össze a várban, többek között ide került Hohensalzburg várából a legrégebbi fennmaradt középkori katapult is. Az átépítés 30 éven át tartott. 1906. június 6-án, a megnyitó ünnepségén II. Vilmos császár is részt vett. 1915-ben villám csapott a várba, melynek következtében leégett a levéltár és a könyvtár egy része.
1945-ben a német Wehrmacht és a szovjet Vörös Hadsereg között folyó harcok a várat sem kímélték, néhány szobája jelentős károkat szenvedett, a gyűjtemény egy részét ellopták. Számos kéziratot azonban sikerült megmenteni, ezeket most az Osztrák Nemzeti Könyvtár őrzi.
A vár jelenlegi tulajdonosa Hans-Christian Wilczek gróf. Az épület a Jeruzsálemi Szent Lázár Katonai és Kórházi Lovagrend egyik székhelye.

## Filmek
A vár számos film helyszínéül szolgált:
- Kaiserjäger (1956) – rendező: az osztrák Willi Forst
- Im Schloß der blutigen Begierde (1968) – német horror, rendező: Adrian Hoven
- The Vampire Happening (1971) – NSZK horrorkomédia, rendező: Freddie Francis
- Gli orrori del castello di Norimberga (1972) – olasz film, rendező: Mario Bava.
- Die Stoßburg (1974) – német film, rendező: Franz Marischka
- Die Einsteiger (1985) – német filmkomédia Thomas Gottschalk és Mike Krüger főszereplésével
- The Headsman (2005) – rendező: Simon Aeby
- A katedrális (amerikai–kanadai–német tévésorozat, 2010)
- Boszorkányvadászat (amerikai film, 2010) – Nicolas Cage főszereplésével
- The Quest (2014) – televíziós sorozat

## Idegenforgalom
A vár csak vezetett túrán tekinthető meg áprilistól október végéig, ahova egy mély szakadék felett átívelő hídon keresztül lehet bejutni. A kápolna a vár egyik legfigyelemreméltóbb része amelynek legrégebbi darabja egy, a 8. századból származó ókeresztény relief, de lenyűgöző látványt nyújtanak a gótikus oltár és a mozaik ablakok is. Az épület termein végighaladva megelevenedik előttünk a középkori nemesi élet, többek között bemutatásra kerül Ausztria egyik legnagyobb magán fegyvergyűjteménye is. Időről időre madarász bemutatókat tartanak a birtokon és a közelmúltban kialakították a középkori éttermét is.
Mára a vár kedvelt idegenforgalmi célponttá vált. Egy időben a Burgserenade néven évente megtartott komolyzenei koncertnek adott helyet az épület.

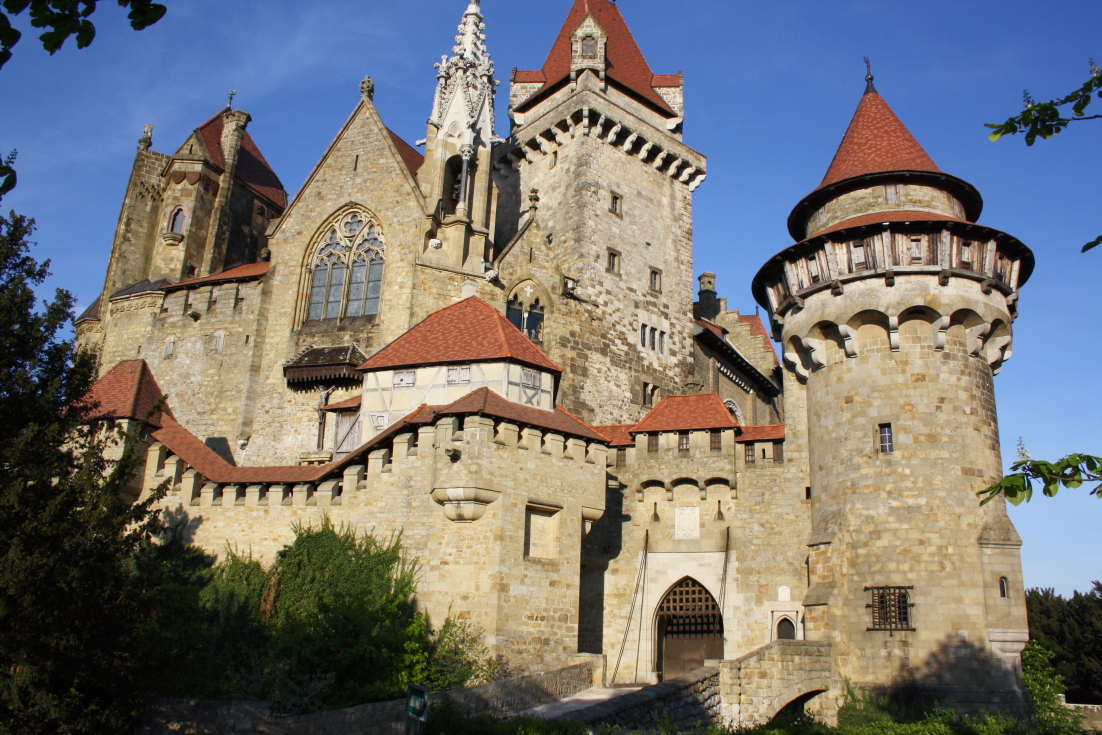
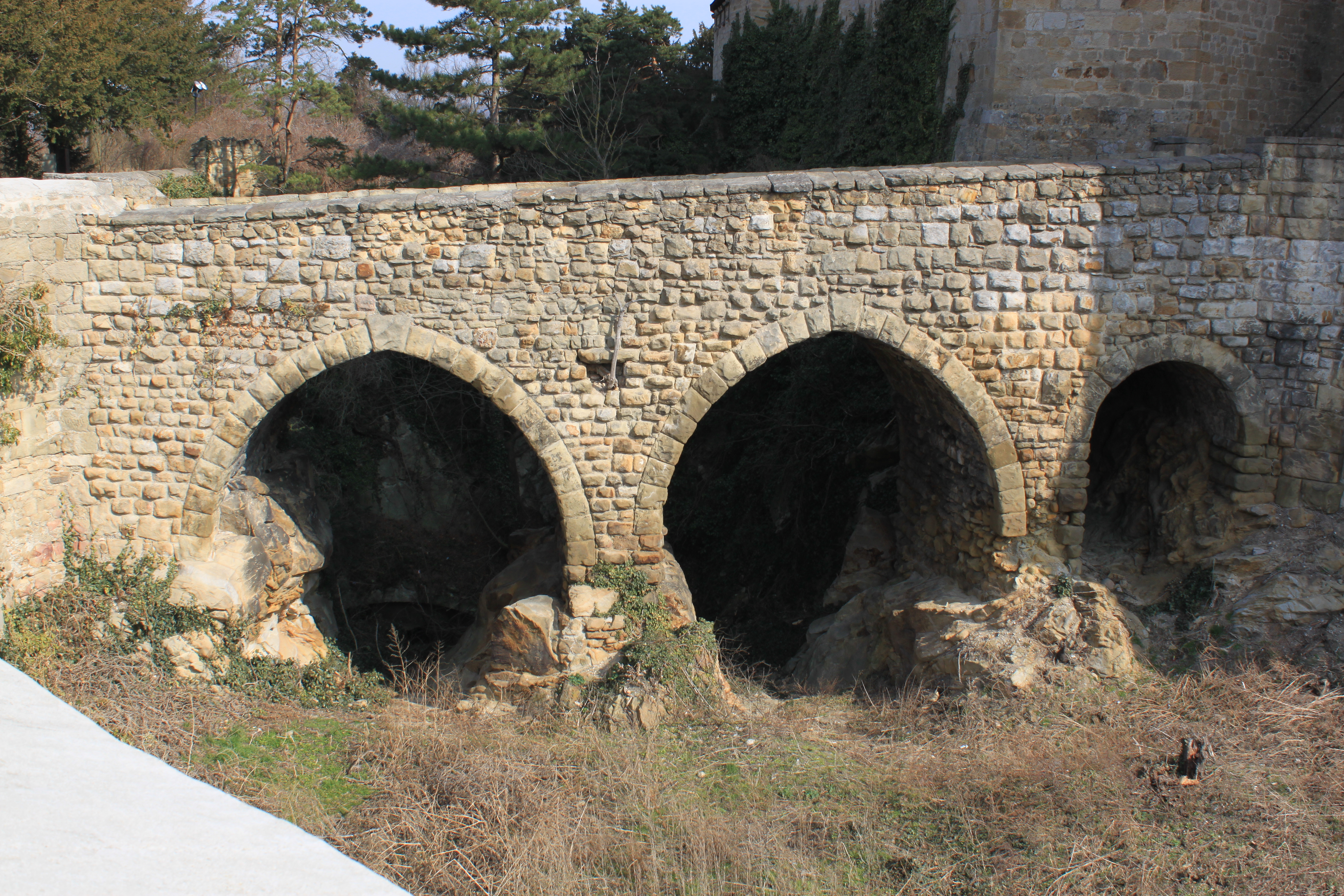
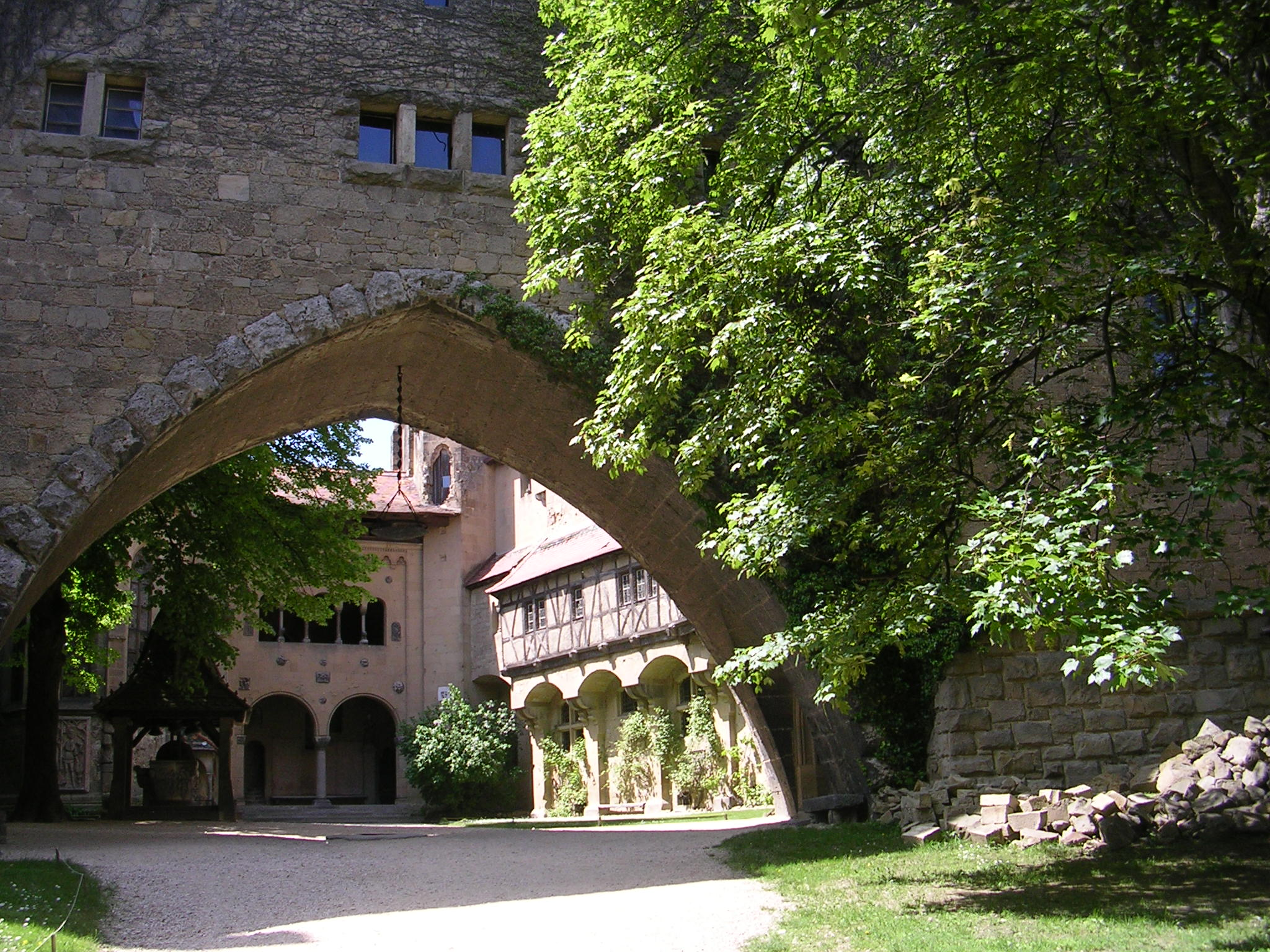
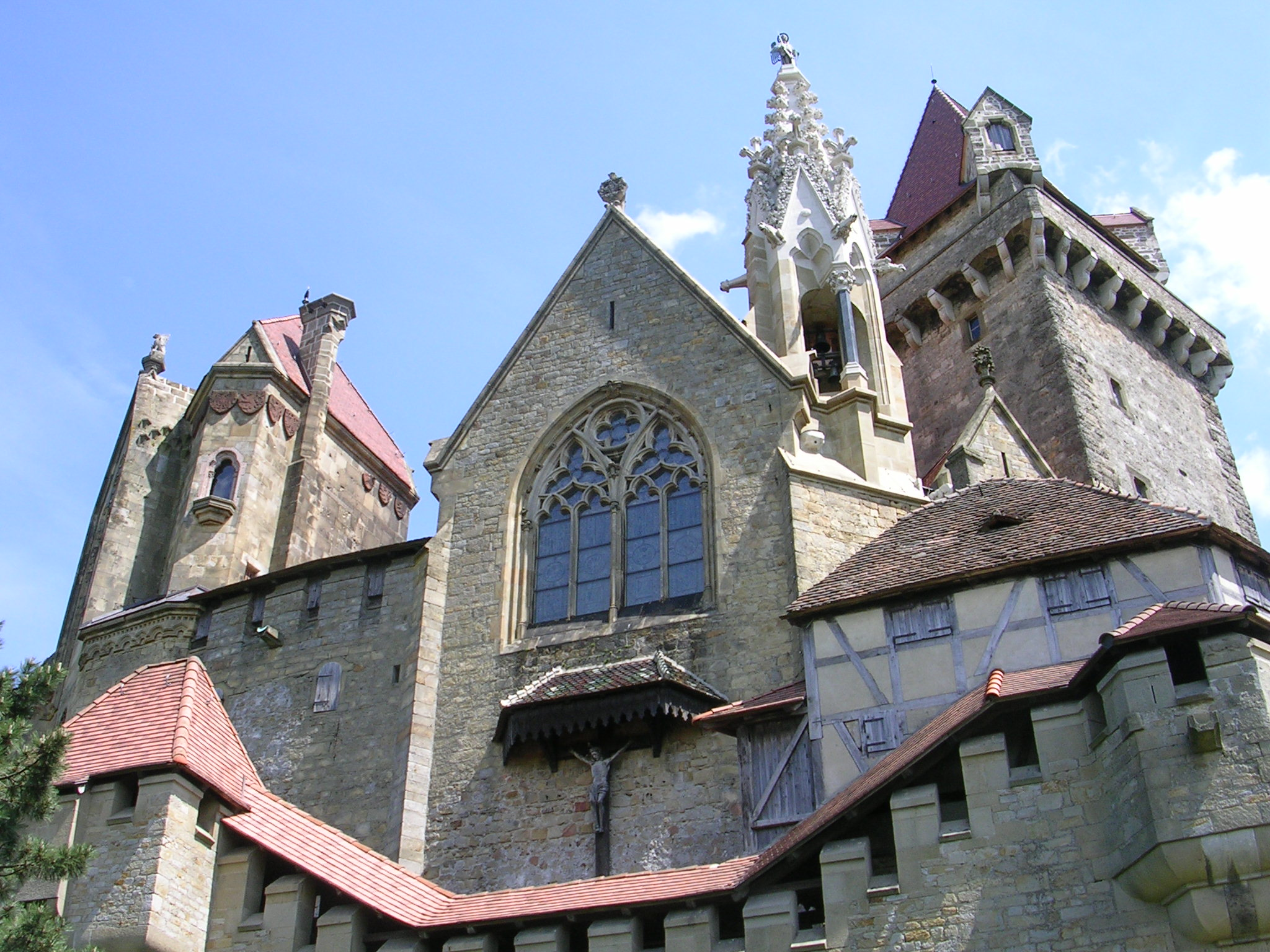
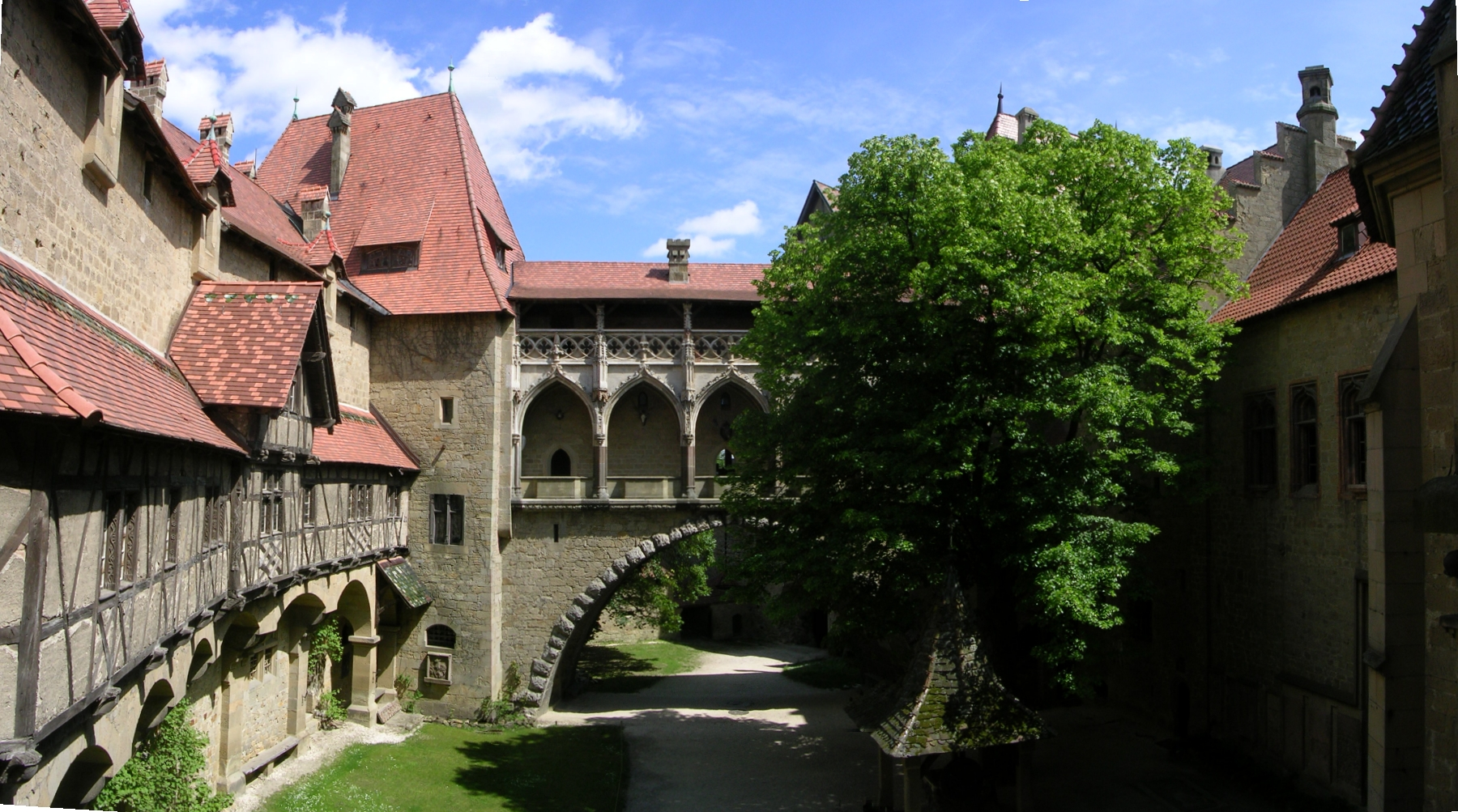

## Fordítás
- Ez a szócikk részben vagy egészben  a   Burg_Kreuzenstein című angol Wikipédia-szócikk fordításán alapul.  Az eredeti cikk szerkesztőit annak laptörténete sorolja fel. Ez a jelzés csupán a megfogalmazás eredetét és a szerzői jogokat jelzi, nem szolgál a cikkben szereplő információk forrásmegjelöléseként.